# Lijst van onroerend erfgoed in Meerhout
Een overzicht van het onroerend erfgoed in de gemeente Meerhout. Het onroerend erfgoed maakt deel uit van het cultureel erfgoed in België.

## Bouwkundig erfgoed
| Object                                           | Erfgoedstatus?                             | Bouwjaar of architect | Deelgemeente        | Adres                       | Coördinaten                 | Nummer? | Afbeelding                                       |
| ------------------------------------------------ | ------------------------------------------ | --------------------- | ------------------- | --------------------------- | --------------------------- | ------- | ------------------------------------------------ |
| Burgerhuis                                       |                                            |                       | Meerhout            | Beerstraat 13               | 51° 7' 52" NB, 5° 4' 38" OL | 52538   | Burgerhuis                                       |
| Gildenhuis                                       |                                            |                       | Meerhout            | Beerstraat 54               | 51° 7' 49" NB, 5° 4' 33" OL | 52539   | Gildenhuis                                       |
| Hoeve met Kempische schuur                       |                                            |                       | Meerhout            | Brigandsstraat 17-19        | 51° 8' 34" NB, 5° 5' 31" OL | 52540   | Hoeve met Kempische schuur                       |
| Huis De Gouden Leeuw                             |                                            |                       | Meerhout            | Gasthuisstraat 1, 5/1       | 51° 7' 59" NB, 5° 4' 36" OL | 52542   | Huis De Gouden Leeuw                             |
| Burgerhuis                                       |                                            |                       | Meerhout            | Gasthuisstraat 9            | 51° 7' 59" NB, 5° 4' 38" OL | 52543   | Burgerhuis                                       |
| Kapel van het Heilig Graf                        | Monument                                   |                       | Meerhout            | Gasthuisstraat              | 51° 8' 6" NB, 5° 4' 32" OL  | 52544   | Kapel van het Heilig Graf                        |
| Hoekhuis                                         |                                            |                       | Meerhout            | Gasthuisstraat 40           | 51° 8' 3" NB, 5° 4' 42" OL  | 52546   | Hoekhuis                                         |
| Woonstalhuis                                     |                                            |                       | Meerhout            | Genebroek 52                | 51° 7' 16" NB, 5° 4' 6" OL  | 52548   | Woonstalhuis                                     |
| Langgestrekte hoeve                              |                                            |                       | Meerhout            | Genelaar 25-27              | 51° 6' 60" NB, 5° 4' 57" OL | 52549   | Langgestrekte hoeve                              |
| Neoclassicistisch burgerhuis                     |                                            |                       | Meerhout            | Goorstraat 23               | 51° 7' 57" NB, 5° 4' 48" OL | 52552   | Neoclassicistisch burgerhuis                     |
| Postkantoor                                      |                                            |                       | Meerhout            | Goorstraat 25               | 51° 7' 58" NB, 5° 4' 47" OL | 52553   | Postkantoor                                      |
| Grote Hoeve                                      | Monument                                   |                       | Meerhout            | Grote hoeve 2               | 51° 8' 17" NB, 5° 4' 43" OL | 52554   | Grote Hoeve                                      |
| Onze-Lieve-Vrouwekapel                           |                                            |                       | Meerhout            | Kapellestraat               | 51° 7' 40" NB, 5° 5' 3" OL  | 52555   | Onze-Lieve-Vrouwekapel                           |
| Parochiekerk Sint-Jozef                          |                                            |                       | Meerhout            | Kerkplein                   | 51° 7' 52" NB, 5° 5' 30" OL | 52556   | Parochiekerk Sint-Jozef                          |
| Sint-Elisabetkapel                               | Monument                                   |                       | Meerhout            | Lil                         | 51° 8' 25" NB, 5° 5' 25" OL | 52558   | Sint-Elisabetkapel                               |
| Kiosk                                            |                                            |                       | Meerhout            | Markt                       | 51° 7' 56" NB, 5° 4' 40" OL | 52559   | Kiosk                                            |
| Koning Davidhuis en Drossaardshuis               | Monument: Drossaardshuis, Koning Davidhuis |                       | Meerhout            | Markt 1                     | 51° 7' 57" NB, 5° 4' 38" OL | 52560   | Koning Davidhuis en Drossaardshuis               |
| Brouwerij en afspanning De Kroon                 |                                            |                       | Meerhout            | Markt 19, Veldstraat 3      | 51° 7' 55" NB, 5° 4' 43" OL | 52561   | Brouwerij en afspanning De Kroon                 |
| Burgerhuis                                       |                                            |                       | Meerhout            | Markt 22                    | 51° 7' 54" NB, 5° 4' 45" OL | 52562   | Burgerhuis                                       |
| Burgerhuis                                       |                                            |                       | Meerhout            | Markt 23                    | 51° 7' 54" NB, 5° 4' 45" OL | 52563   | Burgerhuis                                       |
| Parochiekerk Sint-Trudo met kerkhof              | Monument                                   |                       | Meerhout            | Markt                       | 51° 7' 52" NB, 5° 4' 44" OL | 52564   | Parochiekerk Sint-Trudo met kerkhof              |
| Burgerhuis                                       |                                            |                       | Meerhout            | Markt 25                    | 51° 7' 53" NB, 5° 4' 42" OL | 52565   | Burgerhuis                                       |
| Twee burgerhuizen                                |                                            |                       | Meerhout            | Markt 26-27                 | 51° 7' 54" NB, 5° 4' 42" OL | 52566   | Twee burgerhuizen                                |
| Onderpastorie van de Sint-Trudoparochie          |                                            |                       | Meerhout            | Markt 28                    | 51° 7' 53" NB, 5° 4' 41" OL | 52567   | Onderpastorie van de Sint-Trudoparochie          |
| Hoekhuis                                         |                                            |                       | Meerhout            | Markt 29                    | 51° 7' 53" NB, 5° 4' 40" OL | 52568   | Hoekhuis                                         |
| Dorpswoning                                      |                                            |                       | Meerhout            | Markt 34                    | 51° 7' 53" NB, 5° 4' 39" OL | 52569   | Dorpswoning                                      |
| Burgerhuis                                       |                                            |                       | Meerhout            | Markt 36                    | 51° 7' 53" NB, 5° 4' 38" OL | 52570   | Burgerhuis                                       |
| Herenhuis                                        |                                            |                       | Meerhout            | Markt 38/1, 38/11-12, 38/21 | 51° 7' 54" NB, 5° 4' 35" OL | 52571   | Herenhuis                                        |
| Reeks dorpswoningen                              |                                            |                       | Meerhout            | Mispad 5-10                 | 51° 7' 51" NB, 5° 4' 51" OL | 52572   | Reeks dorpswoningen                              |
| Dorpswoning                                      |                                            |                       | Meerhout            | Molenberg 44                | 51° 7' 59" NB, 5° 4' 25" OL | 52576   | Dorpswoning                                      |
| Landhuis Villa Justina                           |                                            |                       | Meerhout            | Molenstraat 21              | 51° 8' 4" NB, 5° 4' 47" OL  | 52578   | Landhuis Villa Justina                           |
| Twee dorpswoningen                               |                                            |                       | Meerhout            | Molenstraat 34-36           | 51° 8' 3" NB, 5° 4' 50" OL  | 52579   | Twee dorpswoningen                               |
| Kapel van Onze-Lieve-Vrouw van Opstal            |                                            |                       | Meerhout            | Olmsebaan                   | 51° 7' 49" NB, 5° 6' 8" OL  | 52580   | Kapel van Onze-Lieve-Vrouw van Opstal            |
| Kapel Onze-Lieve-Vrouw-van-Zeven-Weeën           |                                            |                       | Meerhout            | Oude Vorstsebaan            | 51° 7' 28" NB, 5° 4' 25" OL | 52581   | Kapel Onze-Lieve-Vrouw-van-Zeven-Weeën           |
| Burgerhuis                                       |                                            |                       | Meerhout            | Pastoor Van Haechtplein 4   | 51° 7' 55" NB, 5° 4' 35" OL | 52582   | Burgerhuis                                       |
| Pastorie van Sint-Trudoparochie                  | Monument                                   |                       | Meerhout            | Pastoor Van Haechtplein 9   | 51° 7' 57" NB, 5° 4' 34" OL | 52583   | Pastorie van Sint-Trudoparochie                  |
| Burgerhuis                                       |                                            |                       | Meerhout            | Pastoor Van Haechtplein 13  | 51° 7' 57" NB, 5° 4' 35" OL | 52584   | Burgerhuis                                       |
| Prinskensmolen                                   | Monument                                   |                       | Meerhout            | Prinskensmolenweg           | 51° 7' 43" NB, 5° 5' 25" OL | 52585   | Prinskensmolen                                   |
| Gemeentelijke basisschool                        |                                            |                       | Meerhout            | Schoolstraat 1, 5           | 51° 7' 48" NB, 5° 4' 38" OL | 52590   | Gemeentelijke basisschool                        |
| Hoekhuis                                         |                                            |                       | Meerhout            | Schoolstraat 2              | 51° 7' 49" NB, 5° 4' 35" OL | 52591   | Hoekhuis                                         |
| Kanunnikhoeve                                    |                                            |                       | Meerhout            | 't Steen 4                  | 51° 8' 42" NB, 5° 2' 10" OL | 52592   | Kanunnikhoeve                                    |
| Langgestrekte hoeve                              |                                            |                       | Meerhout            | 't Steen 38                 | 51° 8' 45" NB, 5° 1' 43" OL | 52593   | Langgestrekte hoeve                              |
| Twee stadswoningen                               |                                            |                       | Meerhout            | Veldstraat 20-22            | 51° 7' 54" NB, 5° 4' 49" OL | 52594   | Twee stadswoningen                               |
| Dokterswoning                                    |                                            |                       | Meerhout            | Veldstraat 55               | 51° 7' 54" NB, 5° 4' 54" OL | 52596   | Dokterswoning                                    |
| Neoclassicistische burgerhuizen                  |                                            |                       | Meerhout            | Veldstraat 63-67            | 51° 7' 55" NB, 5° 4' 57" OL | 52598   | Neoclassicistische burgerhuizen                  |
| Kasteel van de Roye-de Menten de Horne           |                                            |                       | Meerhout            | Veldstraat 72               | 51° 7' 51" NB, 5° 4' 59" OL | 52599   | Kasteel van de Roye-de Menten de Horne           |
| Winkel- en woonhuizen                            |                                            |                       | Meerhout            | Violetstraat 7-11           | 51° 7' 60" NB, 5° 4' 42" OL | 52600   | Winkel- en woonhuizen                            |
| Villa                                            |                                            |                       | Meerhout            | Watermolen 6                | 51° 8' 10" NB, 5° 4' 60" OL | 52601   | Villa                                            |
| Onderslagmolen op de Grote Nete                  |                                            |                       | Meerhout            | Watermolen 7-8              | 51° 8' 11" NB, 5° 5' 2" OL  | 52602   | Onderslagmolen op de Grote Nete                  |
| Prinsenhoeve                                     | Monument                                   |                       | Meerhout            | Zijstraat 31                | 51° 7' 36" NB, 5° 5' 32" OL | 52603   | Prinsenhoeve                                     |
| Hoeve met Kempische dwarsschuur                  |                                            |                       | Meerhout            | Zijstraat 36                | 51° 7' 34" NB, 5° 5' 47" OL | 52604   | Hoeve met Kempische dwarsschuur                  |
| Parochiekerk Onze-Lieve-Vrouw                    | dorpsgezicht                               |                       | Meerhout (Gestel)   | Gestelsesteenweg            | 51° 6' 46" NB, 5° 5' 50" OL | 52640   | Parochiekerk Onze-Lieve-Vrouw                    |
| Kerkhof en grafmonument                          | dorpsgezicht                               |                       | Meerhout (Gestel)   | Gestelsesteenweg            | 51° 6' 47" NB, 5° 5' 53" OL | 52641   | Kerkhof en grafmonument                          |
| Burgerhuis met bedrijfsgebouw                    |                                            |                       | Meerhout (Gestel)   | Gestelsesteenweg 184        | 51° 6' 36" NB, 5° 6' 2" OL  | 52642   | Burgerhuis met bedrijfsgebouw                    |
| Kapel van Sint-Jan Baptist                       | Monument                                   |                       | Meerhout (Gestel)   | Gestelsesteenweg            | 51° 6' 35" NB, 5° 6' 7" OL  | 52643   | Kapel van Sint-Jan Baptist                       |
| Kempische schuur bij hoeve                       |                                            |                       | Meerhout (Gestel)   | Grasheuvel 50               | 51° 6' 38" NB, 5° 5' 45" OL | 52644   | Kempische schuur bij hoeve                       |
| Boerenburgerhuis Kasteeltje van pachter Schaeken |                                            |                       | Meerhout (Gestel)   | Hovesteenseweg 34-38        | 51° 6' 44" NB, 5° 6' 10" OL | 52645   | Boerenburgerhuis Kasteeltje van pachter Schaeken |
| Pastorie van Onze-Lieve-Vrouweparochie           | dorpsgezicht                               |                       | Meerhout (Gestel)   | Kerkstraat 2                | 51° 6' 46" NB, 5° 5' 52" OL | 52646   | Pastorie van Onze-Lieve-Vrouweparochie           |
| School en onderwijzerswoning                     |                                            |                       | Meerhout (Gestel)   | St.Barbarastraat 4-6        | 51° 6' 47" NB, 5° 5' 60" OL | 52647   | School en onderwijzerswoning                     |
| Burgerhuis                                       |                                            |                       | Meerhout (Gestel)   | Waterstraat 39              | 51° 6' 52" NB, 5° 5' 59" OL | 52648   | Burgerhuis                                       |
| Dorpshuis                                        |                                            |                       | Meerhout (Zittaart) | Baleman 26                  | 51° 7' 8" NB, 5° 3' 3" OL   | 52649   | Dorpshuis                                        |
| Hoeve Luihoeve                                   |                                            |                       | Meerhout (Zittaart) | Bredestraat 62              | 51° 8' 4" NB, 5° 2' 12" OL  | 52652   | Hoeve Luihoeve                                   |
| Kempische schuur                                 |                                            |                       | Meerhout (Zittaart) | Bredestraat                 | 51° 8' 5" NB, 5° 2' 14" OL  | 52653   | Kempische schuur                                 |
| Oorlogsmonument De Vleugel                       |                                            |                       | Meerhout (Zittaart) | De Donken                   | 51° 6' 51" NB, 5° 4' 11" OL | 52654   | Oorlogsmonument De Vleugel                       |
| Kapel Onze-Lieve-Vrouw met de druiventros        |                                            |                       | Meerhout (Zittaart) | Engstraat                   | 51° 7' 36" NB, 5° 3' 25" OL | 52655   | Kapel Onze-Lieve-Vrouw met de druiventros        |
| Liefkenshoeve                                    | Monument                                   |                       | Meerhout (Zittaart) | Genebroek 72                | 51° 7' 8" NB, 5° 3' 55" OL  | 52656   | Liefkenshoeve                                    |
| Parochiekerk Sint-Bavo                           |                                            |                       | Meerhout (Zittaart) | Lindestraat                 | 51° 7' 10" NB, 5° 3' 10" OL | 52658   | Parochiekerk Sint-Bavo                           |
| Pastorie van de Sint-Bavoparochie                |                                            |                       | Meerhout (Zittaart) | Lindestraat 22              | 51° 7' 11" NB, 5° 3' 7" OL  | 52659   | Pastorie van de Sint-Bavoparochie                |
| Haanvense Molen met molenaarswoning              | Monument                                   |                       | Meerhout (Zittaart) | Lindestraat 55              | 51° 7' 4" NB, 5° 3' 7" OL   | 52660   | Haanvense Molen met molenaarswoning              |
| Kapel van pestheilige Sint-Niklaas van Tolentino | Monument                                   |                       | Meerhout (Zittaart) | Veedijk                     | 51° 6' 19" NB, 5° 2' 26" OL | 52661   | Kapel van pestheilige Sint-Niklaas van Tolentino |
| Heilig Hartbeeld Gestel                          | dorpsgezicht                               |                       | Meerhout (Gestel)   | Gestelsesteenweg            | 51° 6' 46" NB, 5° 5' 50" OL | 216154  | Heilig Hartbeeld Gestel                          |
| Elektriciteitscabine                             |                                            |                       | Meerhout (Zittaart) | Koepoortstraat              |                             | 212748  | Elektriciteitscabine                             |
| Heilig Hartbeeld                                 |                                            |                       | Meerhout            | Markt                       |                             | 216153  | Upload foto                                      |

### Bouwkundige gehelen
| Object            | Erfgoedstatus? | Bouwjaar of architect | Deelgemeente      | Adres                        | Coördinaten | Nummer? | Afbeelding        |
| ----------------- | -------------- | --------------------- | ----------------- | ---------------------------- | ----------- | ------- | ----------------- |
| Schans van Gestel | dorpsgezicht   |                       | Meerhout (Gestel) | Gestelsesteenweg, Kerkstraat |             | 127469  | Schans van Gestel |